# ناپدیدشدن مادلین مک‌کن
مادلین مک‌کن (انگلیسی: Madeleine McCann؛ زادهٔ ۱۲ مهٔ ۲۰۰۳) هجده سال پیش در ماه مه ۲۰۰۷ همراه والدینش برای تعطیلات از بریتانیا به سیاحتگاهی در پرتغال به نزدیکی شهر لاگوس در جنوب پرتغال رفته بود که آنجا ناپدید شد. مادلین آن زمان سه سال داشت. یک زندانی آلمانی حالا به عنوان مظنون اصلی در پرونده مادلین مک‌کن شناسایی شده است. مرد مظنون یک مجرم جنسی است که در زمان ناپدید شدن مادلین در الگاروه در جنوب پرتغال با یک ماشین گردشگری مسافرت می‌کرد. مقامات قضایی آلمان روز اعلام کردند که در حال تحقیق در مورد ارتباط احتمالی بین ناپدید شدن پنج سال پیش یک کودک در این کشور با پرونده مادلین مک‌کن، کودک مفقود شده بریتانیایی هستند. دادستانی براونشوایگ در شمال آلمان پیش اعلام کرد که در حال تحقیق دربارهٔ مردی ۴۳ ساله به نام کریستیان. ب به ظن ربایش و قتل مادلین مک‌کن است. این مرد آلمانی که در زمان ناپدید شدن مادلین مک‌کن ۳۰ سال بوده است سابقه محکومیت قضایی به دلیل آزار جنسی کودکان و تجاوز جنسی به یک زن ۷۲ ساله آمریکایی را دارد.